# Songs in A Minor
Songs in A Minor – debiutancki album amerykańskiej piosenkarki Alicii Keys wydany 5 czerwca 2001.
Płyta zadebiutowała na pierwszym miejscu amerykańskiej listy bestsellerów stając się niedługo potem jednym z najlepiej sprzedających się wydawnictw 2001 roku. Dobry wynik album osiągnął także w Kanadzie, Niemczech i Australii.
Płyta Songs in A Minor składa się z aż szesnastu kompozycji. Otwiera ją zagrane na pianinie intro „Piano & I”, kończy zaś „Caged Bird” zawierające ukryty kawałek „Lovin U”. Autorką większości piosenek jest sama Alicia. Kilka utworów pomogli jej napisać tacy artyści jak Jermaine Dupri, Kerry Brothers Jr. i Taneisha Smith. Jeden tylko utwór jest coverem – Keys zdecydowała się nagrać swoją wersję „How Come You Don’t Call Me” Prince’a. Oryginał powstał na początku lat 80. Na Songs in A Minor znajduje się jeden duet – „Mr. Man” z Jimmym Cozierem.
Japońska wersja krążka wzbogacona została o premierowy utwór „Rear View Mirror”, a wydana dziesięć lat później rocznicowa edycja albumu oferowała słuchaczom niewydane wcześniej piosenki: „Typewriter”, „Ghettoman” i „I Won’t (Crazy World)”.
Pomimo tytułu Songs in A Minor (z ang. „Piosenki w a-moll”), tylko dwa utwory z albumu są utrzymane w tonacji a-moll („Jane Doe” i „Troubles”).
W Polsce album uzyskał status złotej płyty.

## Lista utworów
1. „Piano & I” (Alicia Keys) – 1:52
2. „Girlfriend” (Alicia Keys, Jermaine Dupri, Joshua Thompson) – 3:34
3. „How Come You Don't Call Me” (Prince) – 3:57
4. „Fallin'” (Alicia Keys) – 3:30
5. „Troubles” (Alicia Keys, Kerry Brothers Jr.) – 4:28
6. „Rock wit U” (Alicia Keys, Tenisha Smith, Kerry Brothers Jr.) – 5:36
7. „A Woman's Worth” (Alicia Keys, Erika Rose) – 5:03
8. „Jane Doe” (Alicia Keys, Kandi Burruss) – 3:48
9. „Goodbye” (Alicia Keys) – 4:20
10. „The Life” (Alicia Keys, Tenisha Smith, Kerry Brothers Jr.) – 5:25
11. „Mr. Man” (duet z Jimmym Cozierem) (Alicia Keys, Jimmy Cozier) – 4:09
12. „Never Felt This Way (Interlude)” (Brian McKnight) – 2:01
13. „Butterflyz” (Alicia Keys) – 4:08
14. „Why Do I Feel So Sad” (Alicia Keys, Warryn Smiley Campbell) – 4:25
15. „Caged Bird” (Alicia Keys) – 3:02
16. „Lovin U” (hidden track) (Alicia Keys) – 3:49